# Tadeusz Konopiński (weterynarz)
Szymon Tadeusz Konopiński (ur. 21 października 1894 w Wonieściu, zm. 6 października 1965 we Wrocławiu) – polski nauczyciel akademicki związany z Wyższą Szkołą Rolniczą we Wrocławiu. Ojciec pisarki Joanny Konopińskiej.

## Życiorys
Urodził się w 1894 w Wonieściu w powiecie kościańskim na terenie Wielkopolski, która w tym czasie wchodziła w skład Cesarstwa Niemieckiego. Po ukończeniu gimnazjum w 1913 podjął studia na Wydziale Rolniczym Uniwersytetu Wrocławskiego, które ukończył już po zakończeniu I wojny światowej, w 1920 w odrodzonym państwie polskim na Wydziale Rolniczo-Leśnym Uniwersytetu w Poznaniu.
W 1921 uzyskał stopień naukowy doktora nauk rolniczych, a sześć lat później doktora habilitowanego. Ten ostatni tytuł otrzymał na Akademii Medycyny Weterynaryjnej we Lwowie. Z tą ostatnią uczelnią związał on swoje życie naukowe i zawodowe do wybuchu II wojny światowej. W 1931 jako docent uzyskał tytuł profesora. Obok pracy naukowej rozwijał działalność w samorządzie rolnym Wielkopolskiej Izby Rolniczej, zostając jej dyrektorem. Jego wielkim sukcesem było zorganizowanie w 1929 Powszechnej Wystawy Krajowej w Poznaniu. W ramach Powszechnej Wystawy Krajowej pełnił funkcję dyrektora działu rolniczego. Powołał także do życia czasopismo „Przegląd Hodowlany”, a od 1927 został jego redaktorem naczelnym.
W latach 1936–39 był właścicielem dworku we wsi Panienka w gminie Jaraczewo.
W czasie okupacji niemieckiej pracował w Kieleckiej Izbie Rolniczej, a od grudnia 1943 był jednym z organizatorów tajnych wykładów uniwersyteckich w Kielcach. Po zakończeniu okupacji powrócił z Kielecczyzny do Wrocławia, gdzie z całym zapałem włączył się do organizowania Wydziału Rolnego na Uniwersytecie i Politechnice Wrocławskiej. Został w 1945 pierwszym dziekanem Wydziału Rolnego. Ponadto kierował na nim Katedrą Hodowli Szczegółowej i Żywienia Zwierząt, a w 1946 otrzymał nominację na profesora zwyczajnego.
Po usamodzielnieniu się Wyższej Szkoły Rolniczej we Wrocławiu w 1951 ze struktur uniwersytetu i politechniki był inicjatorem powołania do życia na niej Wydziału Zootechnicznego, którego w latach 1954–1956 był dziekanem. Ponadto pełnił funkcję dyrektora Instytutu Zootechniki w Krakowie.
Zmarł w 1965 we Wrocławiu i został pochowany został na cmentarzu św. Wawrzyńca przy ulicy Odona Bujwida (pole 6-aleja główna-486).

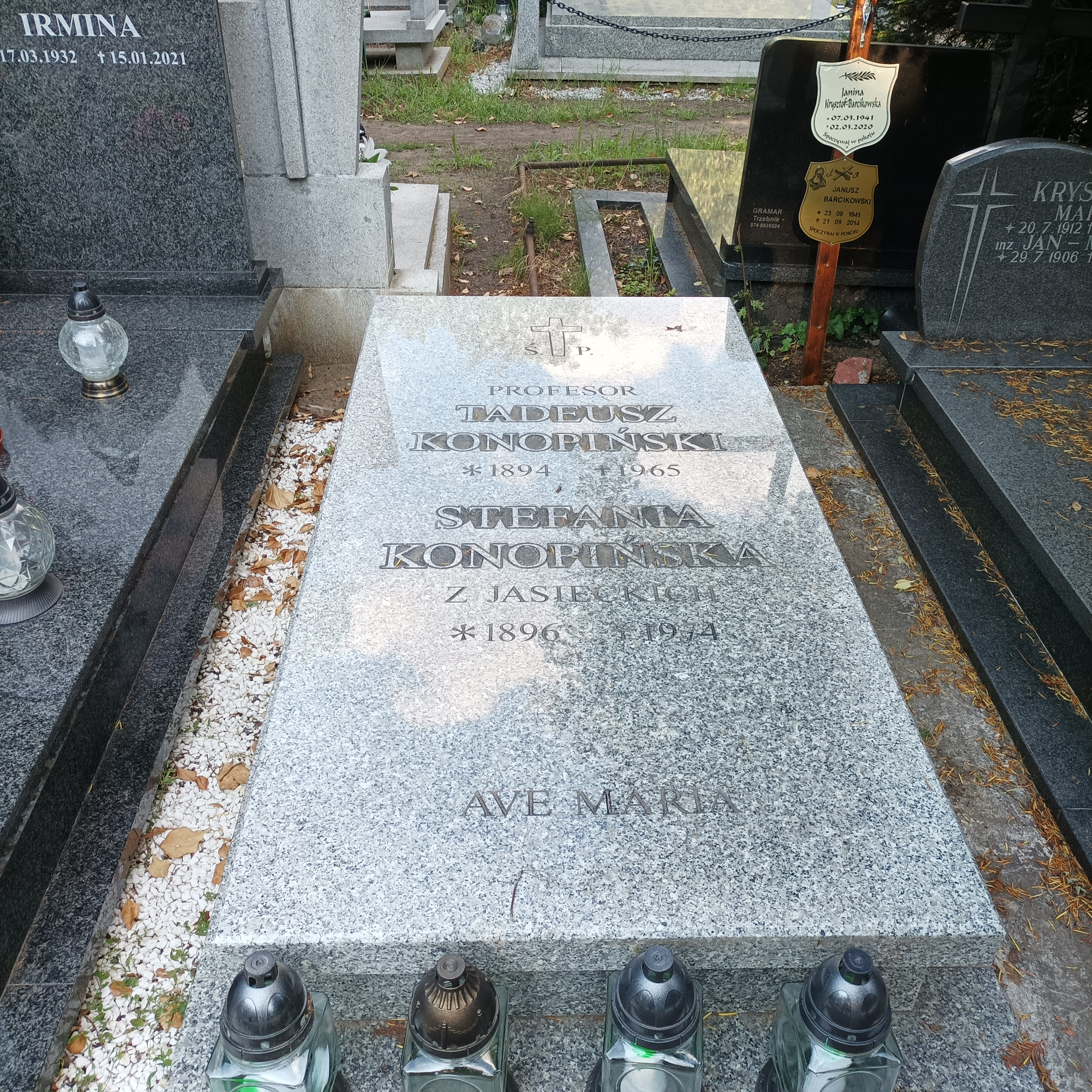
Grób prof. Tadeusza Konopińskiego na Cmentarzu św. Wawrzyńca we Wrocławiu

## Dorobek naukowy i odznaczenia
Dorobek naukowy Tadeusza Konopińskiego stanowi 150 pozycji, w tym wiele oryginalnych prac z zakresu hodowli i żywienia zwierząt. Był promotorem prawie 40 doktorów, z których wielu uzyskało stanowiska docentów i profesorów. W 1960 roku został wybrany na członka korespondenta Polskiej Akademii Nauk oraz honorowego Prezesa Polskiego Towarzystwa Zootechnicznego.

## Ordery i odznaczenia
- Order Sztandaru Pracy II klasy[1]
- Krzyż Oficerski Orderu Odrodzenia Polski (28 września 1929)[6][1][7]
- Krzyż Kawalerski Orderu Odrodzenia Polski[1]
- Krzyż Komandorski Orderu Leopolda II (Belgia)[7][8]
- Krzyż Oficerski Orderu Zasługi Rolniczej (Francja)[1]

## Publikacje
Do jego najważniejszych prac należą:
- Bydło pod względem wyglądu i budowy wewnętrznej, Poznań 1931.
- Bekon polski na rynku angielskim, Poznań 1933.
- Buraki cukrowe – cukier i odpadki przemysłu cukrowniczego jako pasza, Warszawa 1937.
- Cele i zadania produkcji zwierzęcej w Polsce, Poznań 1937.
- Chów krewniaczy, a hodowla praktyczna, Lublin 1947.
- Żywienie zwierząt domowych, Warszawa 1947.
- Ciepłota otoczenia jako czynnik środowiskowy w chowie bydła, Lublin 1955.